# Hydrocera
Hydrocera, es un género monotípico de plantas acuáticas perteneciente a la familia Balsaminaceae. Su única especie: Hydrocera triflora (L.) Wight & Arn., es originaria de Asia.

## Descripción
Es una planta perenne hidrófita herbácea. Tallos desnudos, erguidos o variables, de hasta 1 m de altura, carnosos, ramificados, que forma parte del agua, a menudo adquiere un tono rosado, con la parte sumergida de color blanco, con 4 mm de diámetro, y raíces fibrosas. Las hojas son alternas, sésiles, cortas, en la base con un par de glándulas, adaxial (superior) - de color verde oscuro, envés verde pálido, lineal o linear-lanceoladas, de 10 a 20 cm, por 0,6 a 1,5 cm,  ápice agudo o afilado. La inflorescencia en forma racimo de 3 - 5 flores, pedúnculo de 1,2-3 cm. Las brácteas caducas, lanceoladas, de 6-9 mm, ápice agudo. Perianto rosado o amarillento, compuesto por dos sépalos laterales y 5 pétalos libres. El fruto  carnoso, de rojo a púrpura al madurar, 5 unicelular, indehiscente. Las semillas de  0,8 a 1,0 cm de diámetro, arrugadas.

## Distribución y hábitat
Habita en lagos, pantanos, prados pantanosos, en los arrozales, en China, en la provincia de Hainan y en Camboya, India, Indonesia, Laos, Malasia, Birmania, Sri Lanka, Tailandia y Vietnam.

## Taxonomía
Hydrocera triflora fue descrito por (L.) Wight & Arn.  y publicado en Prodromus Florae Peninsulae Indiae Orientalis 1: 140. 1834.
Sinonimia
- Hydrocera angustifolia (Blume) Blume
- Impatiens angustifolia Blume
- Impatiens natans Willd.
- Impatiens triflora L.
- Tytonia natans (Willd.) G. Don
- Tytonia triflora (L.) C.E. Wood[3]